# Volkswagen Passat I
La Volkswagen Passat I (chiamata anche Passat B1) è un'autovettura prodotta dalla casa automobilistica tedesca Volkswagen dal 1973 al 1981.
Si tratta della prima generazione della berlina Volkswagen.

## Descrizione

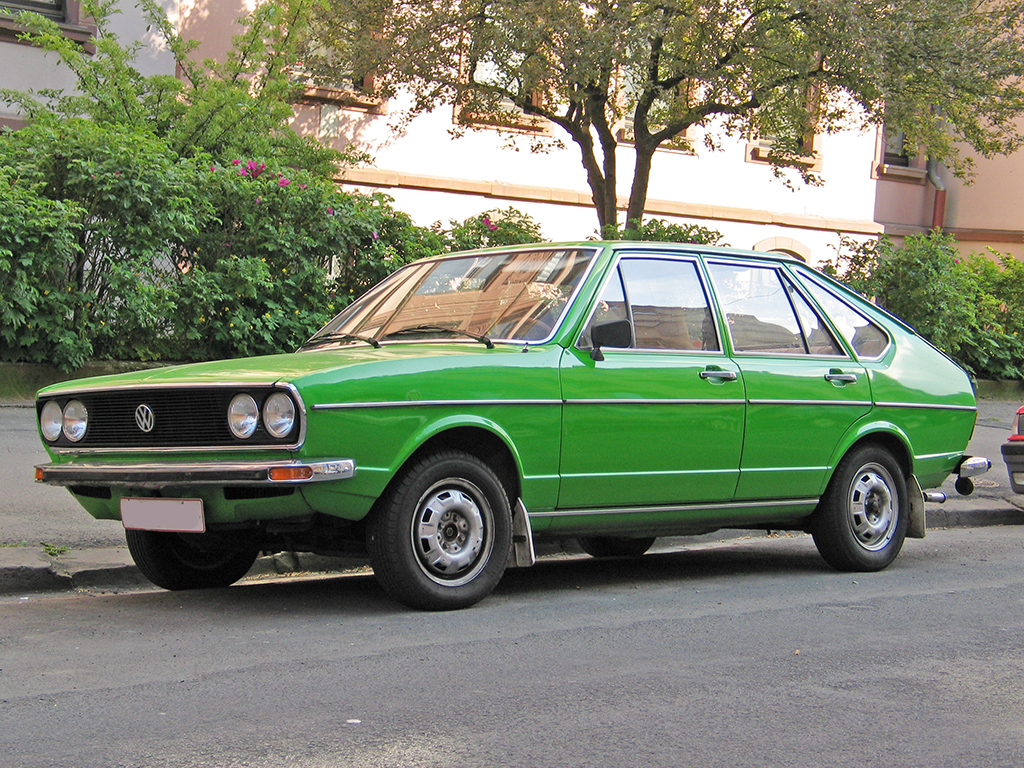
Passat TS

La prima versione di Passat presentata alla stampa risale al 1973, nelle versioni berlina 2 volumi a 2 o 4 porte, seguita dalla berlina hatchback 3 o 5 porte e l'anno successivo dalla prima versione della station wagon, denominata Variant oppure Familcar. Nel listino della casa era destinata a sostituire le 411/412 e la K70.

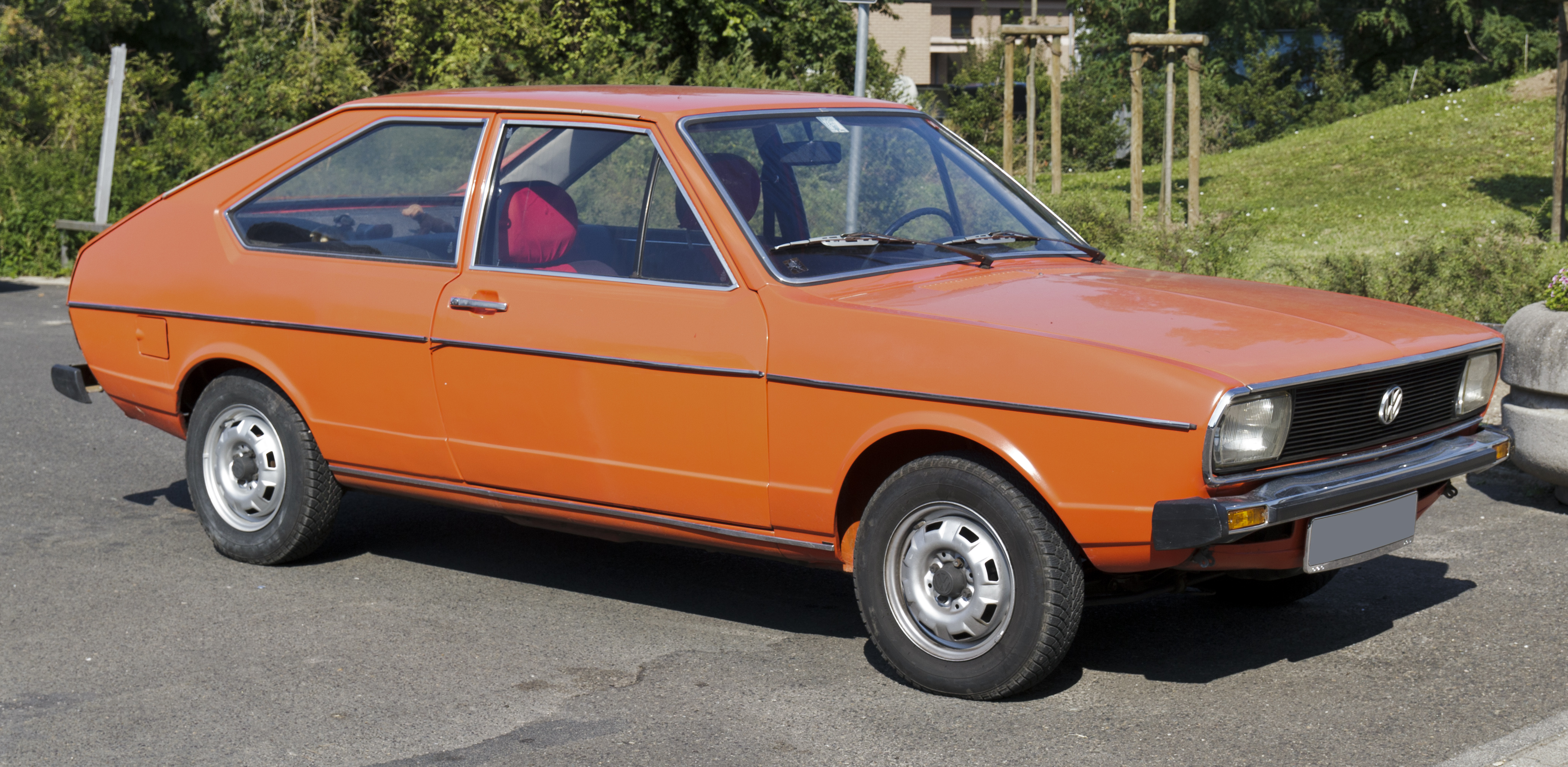
Una Volkswagen Passat B1 Lusso

Il design della prima serie si deve, per la parte posteriore, alla matita di Giorgetto Giugiaro. 

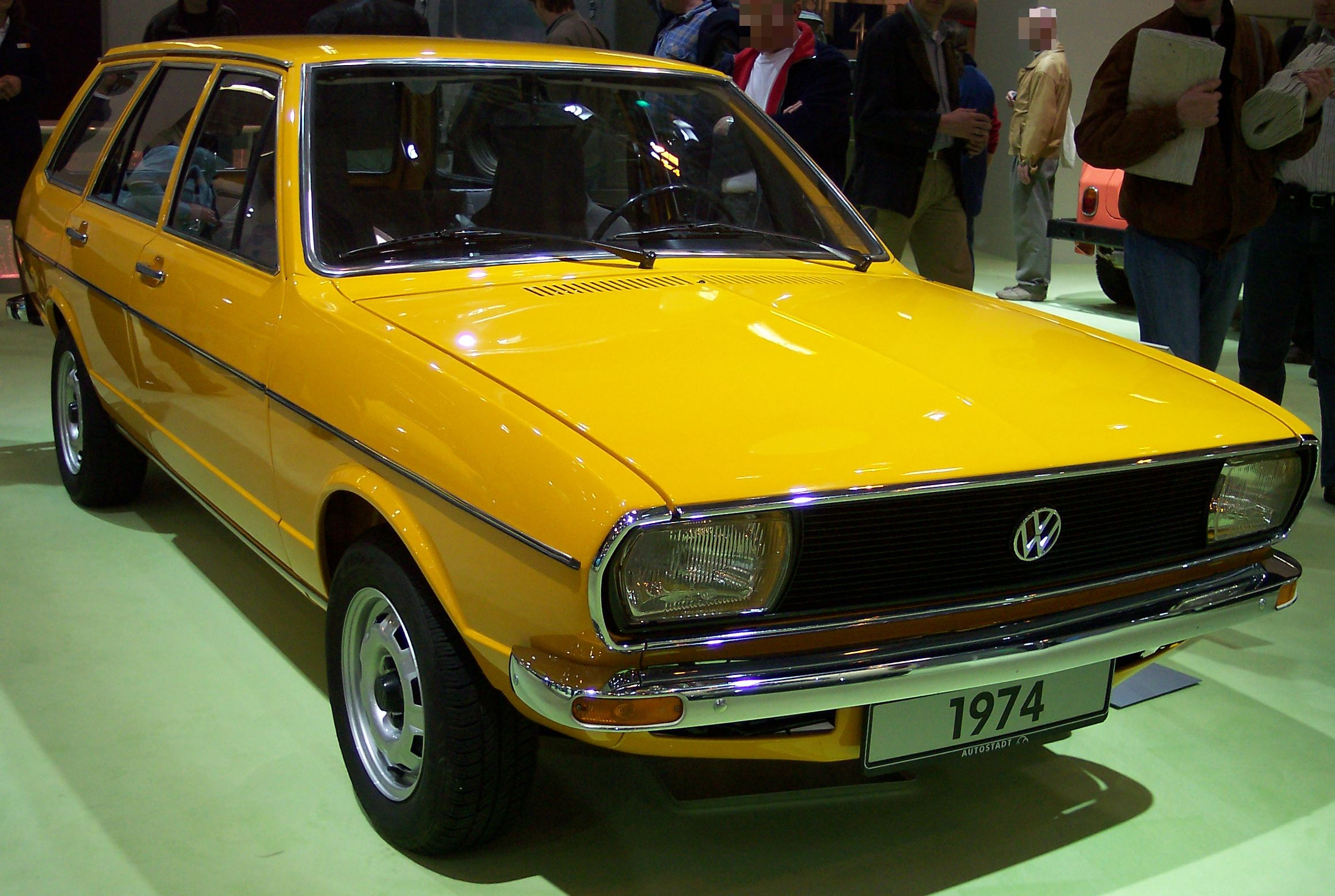
Passat Variant

Tre gli allestimenti disponibili all'esordio:
- base (riconoscibile per il frontale a due fari circolari) con motore di 1296 cm³ da 60 CV ("Passat") o 1470 cm³ da 75 CV ("Passat S");
- L/LS (frontale a due fari rettangolari) con motori 1300 ("Passat L") e 1500 ("Passat LS");
- TS (frontale a quattro fari tondi), con motore 1500 da 85 CV.

Per il mercato brasiliano la Passat prima serie, lanciata nel 1974, rimase in produzione fino al 1988.

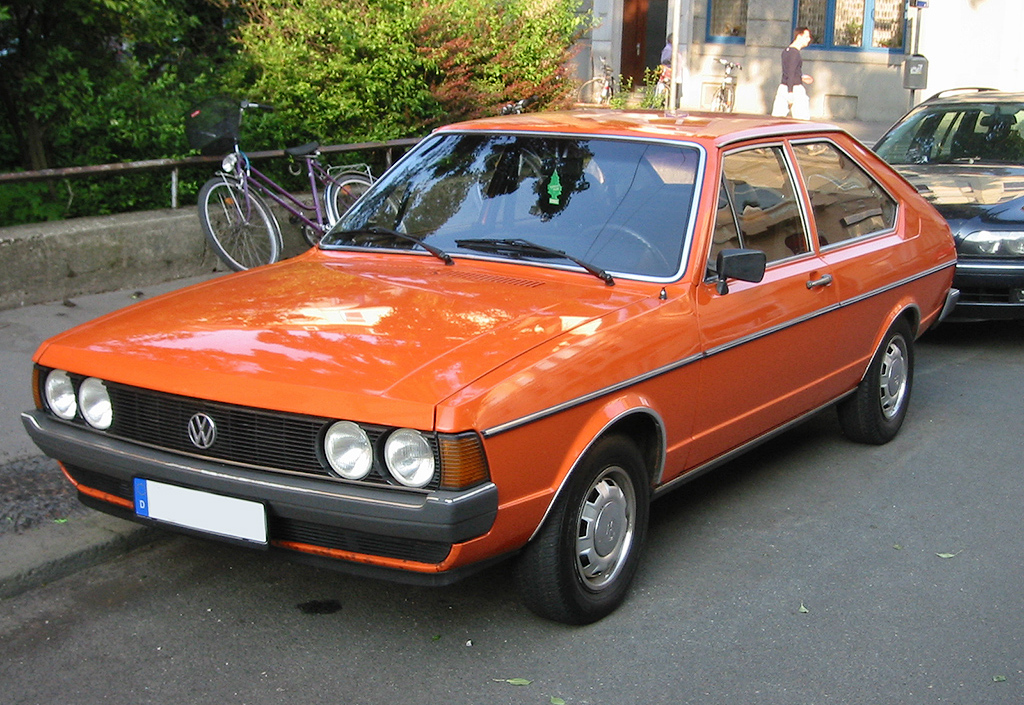
Passat restyling

## Restyling 1977
Nel 1977, la Passat B1 è stata oggetto di un restyling, con l'obiettivo di differenziarla maggiormente dall'Audi 80.

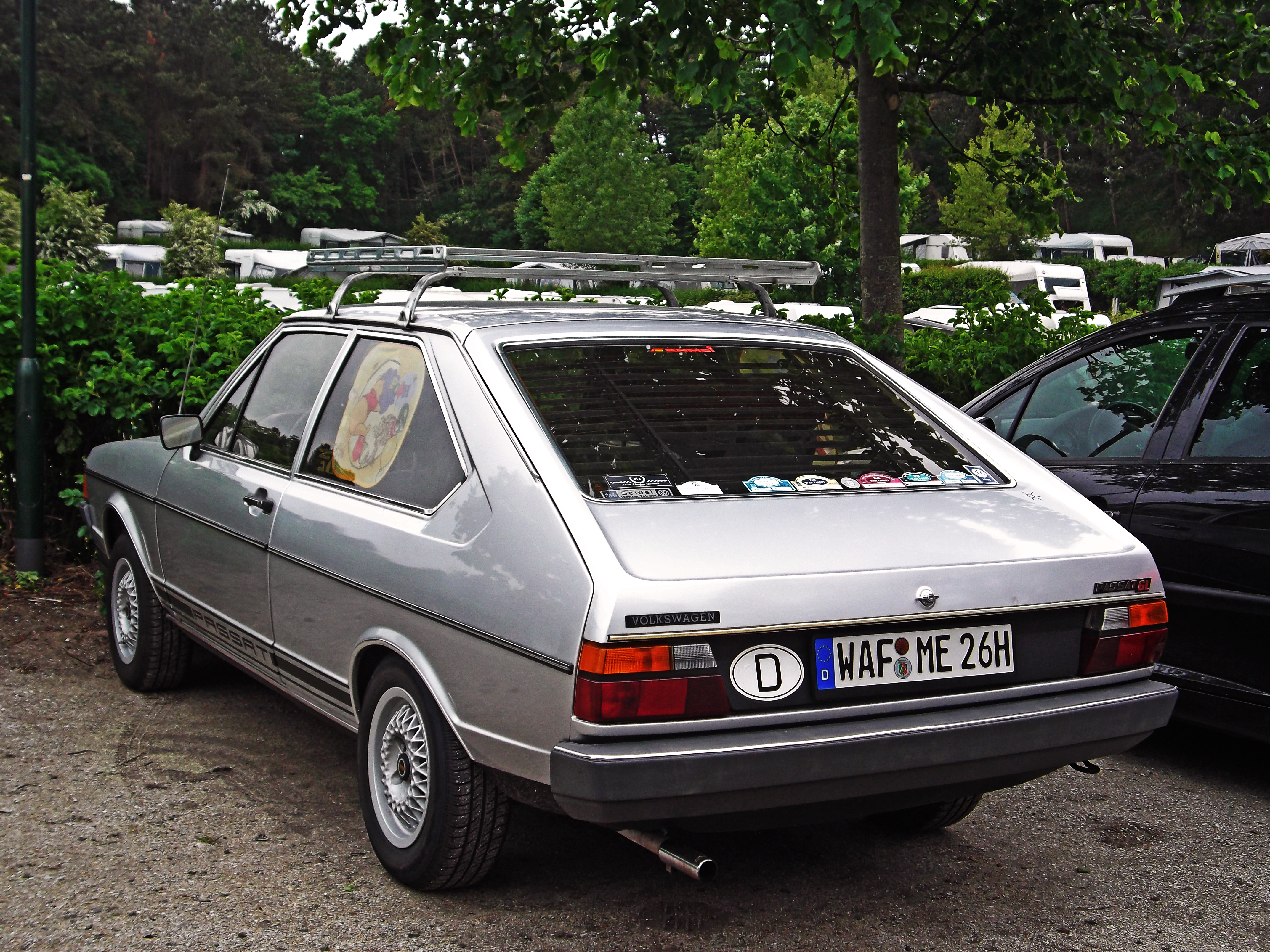
Passat restyling

L'aggiornamento ha interessato gli interni, con un nuovo cruscotto avente indicatori riposizionati simile nello stile s quella della Golf I, con i comandi della radio e del riscaldamento montati centralmente uno sopra l'altro, in un'unica unità accanto al quadro strumenti. Le versioni con guida a destra hanno mantenuto il cruscotto originale. Esteticamente a cambiare maggiormente è il frontale ridisegnato con nuovi paraurti e calandra in plastica nera, che integra a seconda del modello, quattro fari rotondi o due rettangolari. Meccanicamente sono stati modificati i supporti del motore, cambio e l'impianto di scarico per ridurre la rumorosità nell'abitacolo e migliorato il comfort grazie a modifiche di assetto alle molle e agli ammortizzatori. Inoltre sono state maggiorate la dimensione delle ruote e nella parte posteriore c'era una barra antirollio più rigida.